# مركز تحليل السياسات العامة
تأسس مركز تحليل السياسات العامة في واشنطن العاصمة في عام 1988، ويصف المركز نفسه بأنه مؤسسة غير ربحية وغير حزبية بل مجمع فكري ومؤسسة أبحاث. يُعتبر مركز تحليل السياسات العامة منظمة غير حكومية تركز على السياسة الخارجية والأمن القومي وحقوق الإنسان واللاجئين والقضايا الإنسانية الدولية.
يسلط المركز الضوء على قضايا السياسات العامة الرئيسية المحلية والدولية، بما في ذلك في الولايات المتحدة الأمريكية وآسيا وأوروبا والشرق الأوسط والأمريكيتين. كثيراً ما أثار المركز المخاوف بشأن الأمن الدولي ومكافحة الإرهاب والمجتمع المدني والبيئة والتجارة والرسوم الجمركية وحرية الصحافة والإنترنت وحقوق الإنسان والحرية الدينية، بما في ذلك أزمة طالبي اللجوء السياسي واللاجئين، في جنوب شرق آسيا وجنوب غرب آسيا.
يبحث المركز ويكتب عن حرية الصحافة والإنترنت واضطهاد الصحفيين في الفلبين وغيرها.
يشعر المركز بالقلق إزاء القضايا البيئية، حيث رفع مركز تحليل السياسات العامة الوعي حول قطع الأشجار غير القانوني والتدهور البيئي في فيتنام ولاوس وكمبوديا وغيرها.
يسلط مركز تحليل السياسات العامة الضوء على القضايا الاقتصادية والسياسية وحقوق الإنسان والحرية الدينية والقضايا الإنسانية في الهند الصينية. وصفت المنظمة نفسها بأنها «داعم صريح» ومناصرة لحقوق الإنسان المتعلقة بالجماعات الإثنية والأقليات اللاوية وشعب الهمونغ في لاوس وفيتنام.
استضاف مركز تحليل السياسات العامة بين عامي 1998 و2013 -بالتعاون مع أعضاء الكونغرس الأمريكي- مؤتمر الكونغرس الأمريكي حول لاوس المنعقد في الكونغرس الأمريكي في واشنطن العاصمة. جمع مؤتمر الكونغرس الأمريكي حول لاوس الخبراء السياسيين والدبلوماسيين والمنظمات غير الحكومية ومجموعات حقوق الإنسان والبيئة وقادة المجتمع رواد الأعمال وأعضاء الكونغرس الأمريكي والمنشقين السياسيين والدينيين وغيرهم، من أجل مناقشة القضايا الحالية المثيرة للقلق فيما يتعلق بأمة لاوس والمنطقة.
يقول مركز تحليل السياسات العامة بأنه يدير أحداثاً سياسية عامة واجتماعات خاصة بالكونغرس الأمريكي وواشنطن العاصمة حول مجموعة من قضايا الشؤون العامة. يقول أيضاً بأنه ينظم بعثات بحث وتقصي للحقائق في الولايات المتحدة الأمريكية وخارجها مع صنّاع السياسة في الولايات المتحدة الأمريكية من أجل الحصول على المعلومات من مصادرها الأولية (بصورة مباشرة) حول القضايا الرئيسية والتطورات والأحداث.
يبحث المركز أيضاً في قضايا تاريخ الجيش والأمن القومي المتعلقة بالحرب العالمية الأولى والحرب العالمية الثانية والحرب الكورية وحرب فيتنام (حرب الهند الصينية الأولى والثانية) وحرب الخليج الأولى والثانية (الحرب الأمريكية العراقية) و "الحرب على الإرهاب"، "(قبل وبعد الهجمات الإرهابية في نيويورك في 11 سبتمبر من عام 2001). يشعر مركز تحليل السياسات العامة بالقلق إزاء محنة المحاربين القدماء بما في ذلك المحاربين القدماء من الأقليات، ممن شاركوا في الحروب السابقة. وينشط المركز في الأبحاث السياسية والمباحثات حول القضايا الرئيسية.
يعمل المركز أيضاً على تكريم المحاربين القدماء ممن شاركوا في حرب فيتنام سواء في حرب الهند الصينية الأولى أو الثانية وخدموا في فيتنام ومملكة لاوس وكمبوديا ومملكة تايلاند، بما في ذلك الوحدات العسكرية والمحاربين القدماء من الأمريكيين والفيتناميين الجنوبيين واللاويين الملكيين والكمبوديين والفرنسيين.

## حرية الصحافة والإنترنت
يبحث مركز تحليل السياسات العامة ويكتب حول حرية الصحافة والإنترنت في الفلبين ومصر وأفغانستان وباكستان ولاو وفيتنام وتايلاند وغيرها.

## اضطهاد الصحفيين في الفلبين
أثار مركز تحليل السياسات العامة المخاوف مراراً وتكراراً حول حرية الصحافة وأزمة الصحفيين والانتهاكات المستمرة لحرية الصحافة والإنترنت في الفلبين. أولى مركز تحليل السياسات العامة اهتماماً خاصاً في السنوات الأخيرة لقضية ترهيب واضطهاد وقتل الصحفيين في مينداناو والمناطق الجنوبية المضطربة في الفلبين.

## القضايا البيئية في جنوب شرق آسيا
أدّت زيادة انتشار قطع الأشجار غير القانوني في جنوب شرق آسيا إلى إثارة قلق في العديد من الأوساط فيما يتعلق بالتدمير البيئي وانتهاكات حقوق الإنسان ضد الأقليات من سكان الغابات. يجري مركز تحليل السياسات العامة أبحاثاً شاملة حول قطع الأشجار غير القانوني المستمر في لاوس وكمبوديا وفيتنام وأماكن أخرى في آسيا.
لايزال يوثق مركز تحليل السياسات العامة وغيره من المدافعين عن حقوق الإنسان والبيئية دور الجيش الفيتنامي الشعبي والشركات التي يمتلكها في قطع الأشجار بشكل غير قانوني في جمهورية لاو الديمقراطية الشعبية ولاوس وكمبوديا.

## كمبوديا
يبحث مركز تحليل السياسات العامة في القضايا المتعلقة بكمبوديا. حيث أعرب عن قلقه بشأن الانتهاكات والتزوير الذي حصل على نطاق واسع في الانتخابات التي جرت في 28 يوليو من عام 2013 في كمبوديا؛ وبشأن قرار رئيس الوزراء هون سين بنشر قوات الجيش والدبابات والأسلحة الثقيلة وناقلات الجنود المدرعة وقوات الأمن في العاصمة بنوم بنه عقب الانتخابات المطعون في أهليتها.

## مؤتمر الكونغرس الأمريكي حول لاوس
استضاف مركز تحليل السياسات العامة بين عامي 1998 و2013 -بالتعاون مع أعضاء الكونغرس الأمريكي- مؤتمر الكونغرس الأمريكي حول لاوس المنعقد في الكونغرس الأمريكي في واشنطن العاصمة. جمع مؤتمر الكونغرس الأمريكي حول لاوس الخبراء السياسيين والدبلوماسيين والمنظمات غير الحكومية ومجموعات حقوق الإنسان والبيئة وقادة المجتمع ورواد الأعمال وأعضاء الكونغرس الأمريكي والمنشقين السياسيين والدينيين وغيرهم لمناقشة القضايا الحالية المثيرة للقلق فيما يتعلق بأمة لاوس والمنطقة.

## تايلاند وترحيل اللاجئين
يتمتع مركز تحليل السياسات العامة بسجل حافل وناجح فيما يتعلق بالعمل مع اللاجئين وطالبي اللجوء من الهند الصينية في جنوب شرق آسيا. حيث لعب دوراً قيادياً فيما يتعلق بمحنة لاجئي شعب همونغ اللاوي وطالبي اللجوء الذين لجؤوا إلى المخيمات على طول نهر الميكونغ والحدود بين تايلاند ولاو ومعبد وات ثام كرابوك.
بذل فيليب سميث ومركز تحليل السياسات العامة بين عامي 1989 و2013 جهوداً كبيرة لوقف وعكس الترحيل القسري لعشرات الآلاف من اللاجئين السياسيين اللاويون وشعوب الهمونغ وطالبي اللجوء في جنوب شرق آسيا، ونجحوا في الحصول على عشرات آلاف منح اللجوء السياسي في الولايات المتحدة الأمريكية وفي بلدان أخرى، بما في ذلك كندا وفرنسا وأستراليا ونيوزيلندا وغيرها. لعب أيضاً مركز تحليل السياسات العامة دوراً دولياً رئيسياً في إثارة قلق منظمات حقوق الإنسان فيما يخص الآلاف من لاجئي لاو همونغ الذين أعيدوا قسراً من المخيمات التايلاندية إلى النظام الشيوعي في لاو، المكان الذي فرّوا منه.

## اضطهاد المتظاهرين من شعب همونغ الفيتنامي
وقال مركز تحليل السياسات العامة بأن القوات الفيتنامية قتلت 28 شخصاً من المتظاهرين المسيحيين الكاثوليك والبروتستانت المسيحيين، خلال نفس الفترة في منطقة ديان بيان فو في فيتنام؛ كما فُقد مئات آخرون في أعقاب الاحتجاجات المناهضة للحكومة لعدة أيام في فيتنام بالقرب من حدود لاوس في عام 2011.
يزعم مركز تحليل السياسات العامة وغيره بأن المزيد من شعب الهمونغ الفيتناميي قتلوا أو جرحوا أو «اختفوا» على أيدي قوات الأمن الفيتنامية واللاوية خلال الاحتجاجات الطويلة ضد الحكومة والتي تضمنت الاحتجاج على قضايا الحرية الدينية وانتهاكات الحرية الدينية وإصلاح الأراضي وقطع الأشجار بشكل غير قانوني والمخاوف بشأن فساد الحكومة.
طبقًا لمركز تحليل السياسات العامة وغيره، كان العديد من المتظاهرين المسالمين المشاركين في الاحتجاجات الذين قُبض عليهم أو اختفوا أو قُتلوا من شعوب الهمونغ الكاثوليك والمسيحيين.
اعترفت الحكومة الفيتنامية بوقوع اشتباكات لكنها أنكرت وقوع أي قتلى.
أثار الصحفيون المستقلون ومنظمات حقوق الإنسان مخاوف جدية. أغلقت القوات العسكرية لجمهورية فيتنام الاشتراكية المنطقة على الصحفيين خلال الحملة العسكرية ضد المتظاهرين من شعب همونغ الفيتنامي في منطقة ديان بيان، حيث تضمنت هذه الحملة نشر القوات العسكرية لجمهورية فيتنام الاشتراكية مع نشر المروحيات الحربية أيضاً.
حكمت جمهورية فيتنام الاشتراكية على عدد من متظاهري شعب همونغ الفيتنامي بالسجن، الأمر الذي انتقدته منظمات حقوق الإنسان والخبراء.